# Strana (teorija grafa)
Strana, pojam iz teorije grafova. Predstavlja područja ravnine na koja ih dijeli ravninski graf (planaran graf).